# Rezerwat przyrody Skučák
Rezerwat przyrody Skučák (cz. Přírodní rezervace Skučák) – rezerwat przyrody w Czechach, w kraju morawsko-śląskim, w powiecie Karwina, w Rychwałdzie. Powstał w 1969 i obejmuje 30,08 ha powierzchni, na wysokości 214–215 m n.p.m.
Ochronie na terenie rezerwatu podlega kompleks stawów w otoczeniu podmokłych łąk. Występują tu rzadkie (w tym zagrożone) gatunki płazów (traszka zwyczajna, rzekotka, żaba wodna, żaba moczarowa), ptaków (perkoz dwuczuby, cyraneczka zwyczajna, cyranka zwyczajna, płaskonoz, błotniak stawowy, wodnik, trzcinniczek zwyczajny, trzciniak), ssaków (gronostaj, tchórz zwyczajny).